# Cycas calcicola
Cycas calcicola Maconochie, 1978 è una pianta appartenente alla famiglia delle Cycadaceae, endemica dell'Australia.

## Descrizione
È una cicade con fusto eretto, alto sino a 2(-5) m e con diametro di 16-22 cm.
Le foglie, pennate, lunghe 60-130 cm, sono disposte a corona all'apice del fusto e sono rette da un picciolo lungo 18-30 cm; ogni foglia è composta da 210-410 paia di foglioline lanceolate, con margine revoluto, lunghe mediamente 5-12 cm, di colore verde scuro, inserite sul rachide con un angolo di 70-90°.
È una specie dioica con esemplari maschili che presentano microsporofilli disposti a formare strobili terminali di forma ovoidale o fusoide, lunghi 25-30 cm e larghi 5-7 cm ed esemplari femminili con macrosporofilli che si trovano in gran numero nella parte sommitale del fusto, con l'aspetto di foglie pennate che racchiudono gli ovuli, in numero di 4-6.
I semi sono grossolanamente ovoidali, lunghi 25-31 mm, ricoperti da un tegumento di colore dall'arancio al marrone.

## Distribuzione e habitat
È diffusa nel Territorio del Nord lungo le sponde del fiume Daly, lungo la Finnis Range da Katherine fino al Parco Nazionale di Litchfield ed in prossimità del confine con l'Australia Occidentale, a Spirit Hill.

Prospera su substrati non calcarei come l'arenaria, terreni alluvionali di tipo sabbioso e lo scisto alluminoso.

## Conservazione
La IUCN Red List classifica C. calcicola come specie a rischio minimo (Least Concern).

La specie è inserita nella Appendice II della Convention on International Trade of Endangered Species (CITES)